# Michele Mian
Michele Mian (ur. 18 lipca 1973 w Gorycji) – włoski koszykarz, występujący na pozycjach rzucającego obrońcy lub niskiego skrzydłowego, reprezentant kraju, wicemistrz olimpijski, multimedalista mistrzostw Europy.

## Osiągnięcia
Na podstawie, o ile nie zaznaczono inaczej.

### Drużynowe
- Wicemistrz Włoch (2011)
- Awans do najwyższej klasy rozgrywkowej – Serie A (2007)
- Zdobywca pucharu II ligi włoskiej (2007, 2009)
- Finalista Pucharu Włoch (2011)

### Indywidualne
- Uczestnik meczu gwiazd ligi włoskiej (2000, 2005)
- Zwycięzca konkursu rzutów za 3 punkty ligi włoskiej (2004)
- Order Zasługi Republiki Włoskiej (27 września 2004)[4]

### Reprezentacja
Seniorów
- Mistrz Europy (1999)[5]
- Wicemistrz:
  - olimpijski (2004)[6]
  - igrzysk śródziemnomorskich (1997)
- Brązowy medalista:
  - mistrzostw Europy (2003)[7]
  - turnieju FIBA Diamond Ball (2000)[8]
- Uczestnik:
  - igrzysk olimpijskich (2000 – 5. miejsce, 2004)[9][10][11]
  - mistrzostw Europy (1999, 2001 – 11. miejsce, 2003)[12]
  - kwalifikacji do Eurobasketu (1999, 2003)[13][14]

Młodzieżowe
- Wicemistrz Europy U–22 (1994)[15]